# Guzui
Guzui (en chino: 骨嘴), literalmente "hocico óseo" en mandarín, es la variedad tradicional de la raza de perros Shar Pei.
El guzui es tradicionalmente utilizado como perro de combate.

## Características

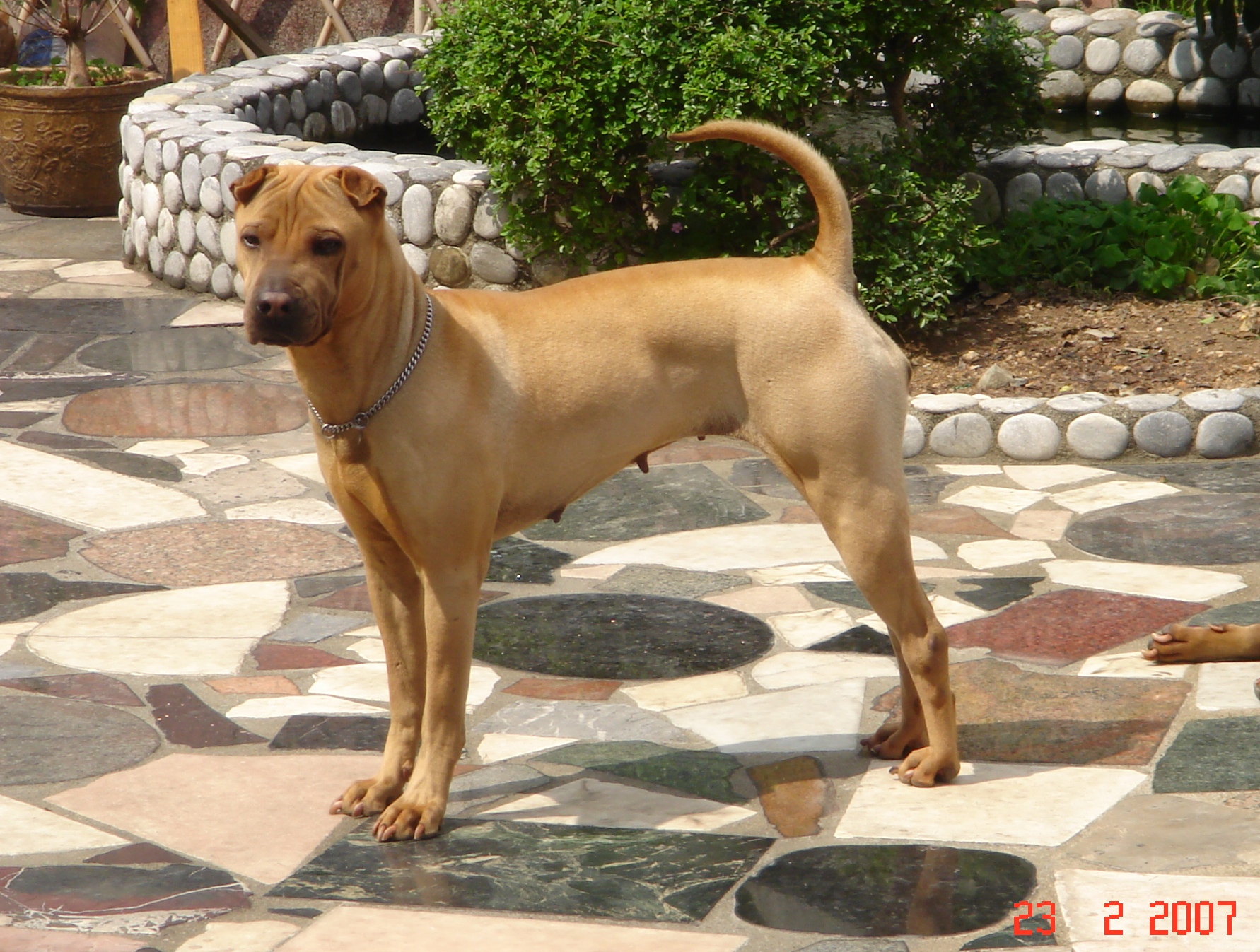
Perra tradicional

Esta variedad antigua y original, llamada de tipo tradicional, tiene menos rugas, piel más justa, hocico más liso y pêlo bien corto y duro al toque. En contrapartida, shar-pei moderno occidental tiene un hocico más robusto y carnudo y pêlo un poco más comprido. 
Los creadores de perros en China (particularmente en el sur de China, Hong Kong y Macau) dieron el nombre de "hocico ossudo" o "boca ossuda" al tipo tradicional encontrado originalmente en Dali, distrito de Nanhai, provincia de Guangdong, debido a su hocico. Los creadores chinos tienden a considerar el shar-pei moderno apelidado de "boca-carnuda" como un desarrollo posterior de la creación en los países occidentales debido a divergencia de estándares adoptados.
El estándar de la raza guzui tradicional es lo del Club del Sharpei de Hong Kong - un estándar anteriormente adoptado por la FCI bajo el número 309 de 1994, después abandonado por la misma.

## Shar-pei moderno y tradicional
Al reconocer la raza shar-pei, la FCI adoptó inicialmente el estándar número 309 en 25 de enero de 1994 con base en la recomendación del Kennel Club de Hong Kong. En este estándar original, se afirma claramente que el shar-pei tiene su origen en China y su patrono es Hong Kong. Este estándar refleja claramente el shar-pei del tipo tradicional chino, comúnmente referido como "boca ossuda" en el mundo de los creadores de perros chinos. 

Por razones y decisiones no claramente entendidas, la FCI alteró este estándar original para otra versión en 9 de agosto de 1999 que es básicamente igual al estándar del American Kennel Club. Este es el estándar que creó el shar-pei tipo "boca-carnuda" occidental. 

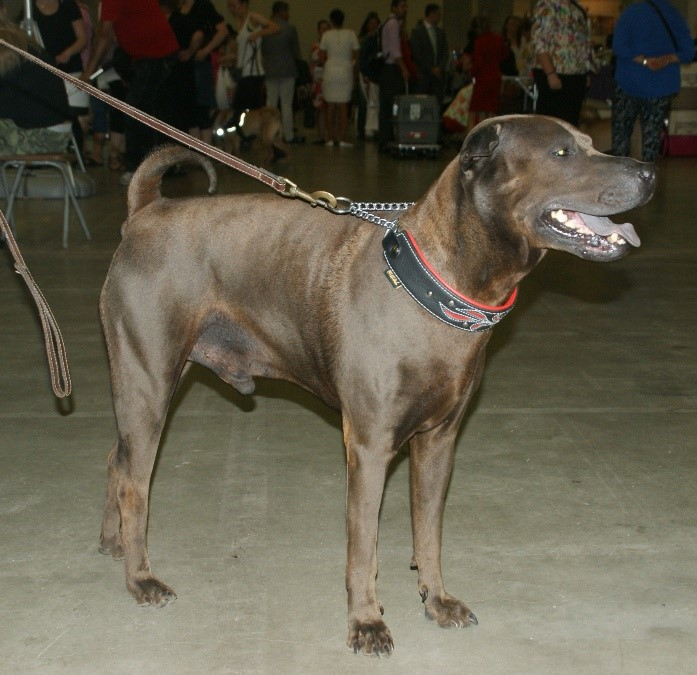
Shar-pei tradicional
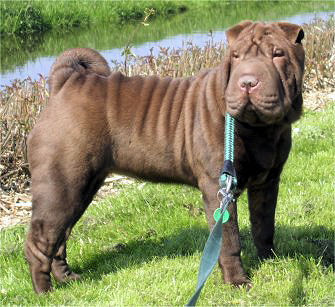
Shar-pei moderno